# Rublo russo
Il rublo russo, simbolo: ₽, (in russo рубль? rubl'; plurale рубли́, rublí) è la valuta ufficiale della Federazione Russa e delle autoproclamate repubbliche di Abcasia e Ossezia del Sud. Un rublo è diviso in 100 copechi (o copeche, копе́йка). Il codice ISO 4217 per il rublo è RUB. Il codice precedente, RUR, si riferisce alla valuta precedente al 1998 (1 RUB = 1000 RUR).
Una moneta con lo stesso nome è stata anche la valuta dell'Unione Sovietica (rublo sovietico) e dell'Impero russo.

## Etimologia
Secondo la versione più popolare, la parola "rublo" derivava dal verbo russo рубить, (rubit'), che significa tagliare. Storicamente un "rublo" era un pezzo di un dato peso tagliato da un lingotto d'argento (grivna), da cui il nome.
In russo, è noto un nome popolare per "rublo", celkovyj (intero), che è una riduzione di celkovyj rubl', cioè un rublo intero, non tagliato. La pratica di tagliare le monete di metallo prezioso era storicamente diffusa in tutto il mondo. Un piccolo pezzo veniva tagliato da una moneta da parte del proprietario prima che la moneta fosse nuovamente ceduta come se fosse del valore pieno. Dopo un po' di tempo, le monete diventavano più piccole, ma legalmente avevano ancora il valore nominale pieno. Così, l'aggettivo intero era necessario per distinguere le monete non tagliate.
La parola copeca/kopejka deriva dal russo kop'jo (копьё), una lancia. Le prime monete da una copeca avevano lo stemma di Mosca con San Giorgio che trafiggeva il drago con una lancia.

## Storia
Nel tempo la quantità di metallo prezioso in un rublo è variato. Con la riforma valutaria del 1704, Pietro I standardizzò la moneta da un rublo a 28 grammi di argento. Mentre le monete da un rublo erano principalmente d'argento, a volte furono coniate in oro ed alcune monete, nell'Ottocento, erano di platino. Il rublo d'oro introdotto nel 1897 era uguale a 0,774235 g di oro. Il rublo sovietico del 1961 era formalmente uguale a 0,987412 g di oro, ma lo scambio con l'oro non fu mai a disposizione per il grande pubblico. I rubli non sono più collegati ad una parità aurea.
Le monete da 10 rubli sono talvolta informalmente chiamate červonec (черво́нец), poco diffuse, mentre lo è di più la banconota dello stesso valore. In precedenza c'è stata una moneta in oro da 3 rubli.
La carta-moneta russa è attualmente stampata presso l'azienda di Stato Goznak a Mosca, organizzata il 6 giugno 1919 e che continua a funzionare da allora. Le monete sono coniate alla zecca Monetnyj Dvor, che si trova nella Fortezza di Pietro e Paolo a San Pietroburgo, ed è in funzione dal 1724, ed a Mosca.
Nel novembre del 2004 le autorità di Dimitrovgrad, nell'oblast' di Ul'janovsk, hanno eretto un monumento di cinque metri al rublo.
In seguito all'invasione russa dell'Ucraina del 2022 il rublo ha subito una forte svalutazione, poi rientrata dopo l'annuncio della Banca centrale della Federazione Russa di acquistare dagli istituti di credito, tra il 28 marzo e 30 giugno 2022, oro al cambio di 5000 ₽ per grammo. Sono stati inoltre imposti controlli ai capitali in uscita e reso illegale detenere più del 20% del patrimonio in valuta estera. Gli asset in rubli degli investitori stranieri sono stati bloccati e vietata la loro vendita.

## Monete
| Imagine | Imagine  | Valore  | Descrizione                                         | Descrizione | Anni di coniazione   | Parametri tecnici | Parametri tecnici | Parametri tecnici            | Bordo           |
| Dritto  | Rovescio | Valore  | Dritto                                              | Rovescio    | Anni di coniazione   | Peso              | Diametro          | Composizione                 | Bordo           |
| ------- | -------- | ------- | --------------------------------------------------- | ----------- | -------------------- | ----------------- | ----------------- | ---------------------------- | --------------- |
|         |          | 1 коп.  | San Giorgio                                         | Valore      | 1997–2009 2014, 2017 | 1,5 g             | 15,5 mm           | Acciaio e cupronichel        | Liscio          |
|         |          | 5 коп.  | San Giorgio                                         | Valore      | 1997–2009 2014, 2017 | 2,6 g             | 18,5 mm           | Acciaio e cupronichel        | Liscio          |
|         |          | 10 коп. | San Giorgio                                         | Valore      | 1997–2006            | 1,95 g            | 17,5 mm           | Ottone                       | Rigato          |
|         |          | 10 коп. | San Giorgio                                         | Valore      | 2006–2015            | 1,85 g            | 17,5 mm           | Acciaio placcato di ottone   | Liscio          |
|         |          | 50 коп. | San Giorgio                                         | Valore      | 1997–1999 2002–2006  | 2,90 g            | 19,5 mm           | Ottone                       | Rigato          |
|         |          | 50 коп. | San Giorgio                                         | Valore      | 2006–2015            | 2,75 g            | 19,5 mm           | Acciaio placcato di ottone   | Liscio          |
|         |          | 1 ₽     | Stemma della Banca centrale della Federazione Russa | Valore      | 1997–1999 2005–2009  | 3,25 g            | 20,5 mm           | Cupronichel                  | Rigato          |
|         |          | 1 ₽     | Stemma della Banca centrale della Federazione Russa | Valore      | 2009–2015            | 3,00 g            | 20,5 mm           | Acciaio placcato di nichel   | Rigato          |
|         |          | 1 ₽     | Stemma della Russia                                 | Valore      | dal 2016             | 3,00 g            | 20,5 mm           | Acciaio placcato di nichel   | Rigato          |
|         |          | 2 ₽     | Stemma della Banca centrale della Federazione Russa | Valore      | 1997–1999 2006–2009  | 5,10 g            | 23 mm             | Cupronichel                  | Liscio e rigato |
|         |          | 2 ₽     | Stemma della Banca centrale della Federazione Russa | Valore      | 2009–2015            | 5,00 g            | 23 mm             | Acciaio placcato di nichel   | Liscio e rigato |
|         |          | 2 ₽     | Stemma della Russia                                 | Valore      | dal 2016             | 5,00 g            | 23 mm             | Acciaio placcato di nichel   | Liscio e rigato |
|         |          | 5 ₽     | Stemma della Banca centrale della Federazione Russa | Valore      | 1997–1998 2008–2009  | 6,45 g            | 25 mm             | Rame placcato di cupronichel | Liscio e rigato |
|         |          | 5 ₽     | Stemma della Banca centrale della Federazione Russa | Valore      | 2009–2015            | 6,00 g            | 25 mm             | Acciaio placcato di nichel   | Liscio e rigato |
|         |          | 5 ₽     | Stemma della Federazione Russa                      | Valore      | dal 2016             | 6,00 g            | 25 mm             | Acciaio placcato di nichel   | Liscio e rigato |
|         |          | 10 ₽    | Stemma della Banca centrale della Federazione Russa | Valore      | 2009–2013, 2015      | 5,63 g            | 22 mm             | Acciaio placcato di ottone   | Liscio e rigato |
|         |          | 10 ₽    | Stemma della Federazione Russa                      | Valore      | dal 2016             | 5,63 g            | 22 mm             | Acciaio placcato di ottone   | Liscio e rigato |

## Banconote
| Immagine | Immagine | Valore  | Dimensioni  | Descrizione     | Descrizione                                                                          | Descrizione                                         | Descrizione                             | Data di                     | Data di        | Data di |
| Dritto | Rovescio | Valore  | Dimensioni  | Città           | Dritto                                                                               | Rovescio                                            | Filigrana                               | stampa*                     | emissione      | note |
| --- | -------- | ------- | ----------- | --------------- | ------------------------------------------------------------------------------------ | --------------------------------------------------- | --------------------------------------- | --------------------------- | -------------- | --- |
| |          | 5 ₽     | 137 × 61 mm | Veliky Novgorod | Il monumento del Millennio della Russia sullo sfondo della Cattedrale di Santa Sofia | Muro della fortezza del Cremlino di Novgorod        | "5", Cattedrale di Santa Sofia          | 1997 2022                   | 1 gennaio 1998 | Attuale, ma non emesso dal 2001 al 2021. Ristampato nel 2022. Raramente visto in circolazione. Rimesso in circolazione nel 2023.                    |
| |          | 10 ₽    | 150 × 65 mm | Krasnoyarsk     | Ponte Kommunalny sul fiume Yenisei , Cappella Paraskeva Pyatnitsa                    | Centrale idroelettrica di Krasnojarsk               | "10", Cappella Paraskeva Pyatnitsa      | - 1997 - 2001 - 2004 - 2022 | 1 gennaio 1998 | Attuale, ma non emesso dal 2010 al 2021. Ristampato nel 2022. Ancora in uso, ma raramente visto in circolazione. Rimesso in circolazione nel 2023.. |
| |          | 50 ₽    | 150 × 65 mm | San Pietroburgo | Una scultura della colonna rostrale sullo sfondo della Fortezza di Pietro e Paolo    | Vecchia Borsa di San Pietroburgo e colonne rostrali | "50", Cattedrale di Pietro e Paolo      | - 1997 - 2001 - 2004 - 2022 | 1 gennaio 1998 | Attuale |
| |          | 100 ₽   | 150 × 65 mm | Mosca           | Statua quadriga sul portico del Teatro Bol'šoj                                       | Teatro Bol'šoj                                      | "100", Il Teatro Bolshoi                | - 1997 - 2001 - 2004 - 2022 | 1 gennaio 1998 | Attuale |
| |          | 500 ₽   | 150 × 65 mm | Arcangelo       | Monumento allo zar Pietro il Grande , veliero e terminal marittimo                   | Monastero di Soloveckij                             | "500", ritratto di Pietro il Grande     | - 1997 - 2001 - 2004 - 2010 | 1 gennaio 1998 | Attuale |
| |          | 1.000 ₽ | 157 × 69 mm | Jaroslavl'      | Monumento a Yaroslav I il Saggio e la Cappella della Signora di Kazan                | Chiesa di San Giovanni Battista                     | "1.000", ritratto di Yaroslav il Saggio | - 2001 - 2004 - 2010        | 1 gennaio 2001 | Attuale |
| |          | 5,000 ₽ | 157 × 69 mm | Khabarovsk      | Monumento a Nikolay Muravyov-Amursky                                                 | Ponte Khabarovsk sull'Amur                          | "5.000", ritratto di Muravyov-Amursky   | - 2006 - 2010               | 31 luglio 2006 | Attuale |
| Queste immagini sono scalate a 0,7 pixel per millimetro, uno standard di Wikipedia per le banconote mondiali. Per altre informazioni vedi tabella con le specifiche delle banconote. |          |         |             |                 |                                                                                      |                                                     |                                         |                             |                | |

| Immagine | Immagine | Valore | Dimensioni  | Descrizione                             | Descrizione | Descrizione | Descrizione                                                                                      | Data di | Data di         | Data di |
| Dritto   | Rovescio | Valore | Dimensioni  | Distretto Federale                      | Dritto | Rovescio | Filigrana                                                                                        | stampa  | emissione       | note    |
| -------- | -------- | ------ | ----------- | --------------------------------------- | --- | --- | ------------------------------------------------------------------------------------------------ | ------- | --------------- | ------- |
|          |          | 100 ₽  | 150 × 65 mm | Distretto Federale Centrale             | Mosca : Torre Spasskaya , Parco Zaryadye , Università statale di Mosca , Torre Ostankino | Memoriale al soldato sovietico , Rzhev , Oblast di Tver ; Campo di Kulikovo , Oblast di Tula                                                                                            | "100", Torre Spasskaya                                                                           | 2022    | 30 giugno 2022  | Attuale |
|          |          | 200 ₽  | 150 × 65 mm | Distretto Federale Meridionale          | Monumento alle navi affondate (dello scultore Amandus Adamson), Sebastopoli | Veduta di Chersoneso | "200", Monumento alle navi affondate                                                             | 2017    | 12 ottobre 2017 | Attuale |
|          |          | 1000 ₽ | 157 × 69 mm | Distretto Federale del Volga            | Nizhny Novgorod : Torre Nikolskaya del Cremlino di Nizhny Novgorod , Fiera di Nizhny Novgorod , Spiedo di Nizhny Novgorod , Stadio di Nizhny Novgorod                                                                                    | Museo della storia dello stato del popolo tartaro e della Repubblica del Tatarstan a Kazan , Torre Söyembikä sul Cremlino di Kazan , Museo archeologico ed etnografico a Ufa            | "1000", Torre Nikolskaya del Cremlino di Nizhny Novgorod                                         | 2023    | 16 ottobre 2023 | Attuale |
|          |          | 2000 ₽ | 157 × 69 mm | Distretto Federale dell'Estremo Oriente | Vladivostok : Ponte Russky , Università Federale dell'Estremo Oriente | Cosmodromo di Vostochny , Tsiolkovskij, Oblast' dell'Amur | "2000", Ponte Russo                                                                              | 2017    | 12 ottobre 2017 | Attuale |
|          |          | 5000 ₽ | 157 × 69 mm | Distretto Federale degli Urali          | Ekaterinburg : Stele "Europa - Asia", Torre Iset nella città di Ekaterinburg , Vysotsky , Circo di Ekaterinburg , Casa delle comunicazioni (edificio principale dell'ufficio postale), Palazzo dei giochi sportivi , Casa di Sevastyanov | Monumento "Il racconto degli Urali" a Chelyabinsk , stabilimento metallurgico, stele "66 paralleli" (circolo polare artico) a Salechard , impianti dell'industria petrolifera e del gas | "5000", Casa delle comunicazioni (edificio principale dell'ufficio postale), Casa di Sevastyanov | 2023    | 16 ottobre 2023 | Attuale |